# اتحاد الكتب الميسرة
اتحاد الكتب الميسّرة هو شراكة بين القطاعين العام والخاص أطلقتها المنظمة العالمية للملكية الفكرية عام 2014. وقد أُنشئ اتحاد الكتب الميسرة بغية أن يصبح من «المبادرات الممكنة التي ترمي إلى تحقيق أهداف معاهدة مراكش على المستوى العملي». ويهدف الاتحاد إلى «زيادة عدد الكتب المتاحة بأنساق ميسّرة في جميع أنحاء العالم - مثل المطبوعات بطريقة برايل والنصوص الصوتية وحروف الطباعة الكبيرة - وإتاحتها للأشخاص المكفوفين أو معاقي البصر أو ذوي إعاقات أخرى في قراءة المطبوعات».

## السياق
بحسب الإحصاءات التي أصدرتها منظمة الصحة العالمية في عام 2018، ثمة 253 مليون شخص من ذوي الإعاقات البصرية في العالم، ويعيش أكثر من 90% منهم في البلدان النامية والبلدان الأقل نمواً. وأفادت تقديرات الاتحاد العالمي للمكفوفين بأن نسبة الأشخاص المكفوفين الذين يتسنى لهم الذهاب إلى المدرسة أو الحصول على فرص للعمل لا تزيد عن 10% من عددهم الإجمالي. وأشارت التقديرات نفسها إلى أن نسبة المواد التي يتمكّن الأشخاص المكفوفين أو معاقو البصر من قراءتها تمثّل ما يقلّ عن 10% من مجموع المواد المنشورة، وأن النقص في عدد الكتب الميسرة المتاحة يعيق إلى حد كبير إمكانية حصولهم على التعليم وعيش حياة مستقلة.

## الأعمال
يعمل اتحاد الكتب الميسرة عبر ثلاث قنوات:
1.    خدمة الكتب العالمية التابعة لاتحاد الكتب الميسرة: تقوم باستضافة منصة شبكية تسمح بتبادل الكتب في أنساق ميسرة عبر الحدود الوطنية. وتشمل هذه الخدمة كتباً بأكثر من 80 لغة، علماً بأن الإنكليزية والفرنسية والإسبانية هي اللغات السائدة.
2.    التدريب والمساعدة التقنية: يرميان إلى إنشاء مشاريع في البلدان النامية والبلدان الأقل نمواً من أجل «توفير التدريب والتمويل بهدف إنتاج المواد التعليمية الصادرة باللغات الوطنية في أنساق ميسّرة لفائدة الطلاب ذوي الإعاقة في قراءة المطبوعات.»
3.    النشر الميسّر: الغرض منه تشجيع جميع الناشرين على إنتاج منشورات تكون «ميسّرة أصلاً». ومن الممكن أن يستخدم الكتب المعدّة في أنساق ميسّرة الأشخاص ذوو الإعاقة في قراءة المطبوعات أو الأشخاص المبصرون على حد سواء. ويشجّع اتحاد الكتب الميسّرة على نشر المطبوعات الميسّرة من خلال ميثاق الاتحاد للنشر الميسّر وجائزة الامتياز الدولية التي يقدّمها الاتحاد والتي «تعترف بالريادة والإنجازات البارزة الكامنة في تعزيز الطابع الميسّر للكتب الإلكترونية».

## خدمة الكتب العالمية التابعة لاتحاد الكتب الميسّرة
خدمة الكتب العالمية التابعة لاتحاد الكتب الميسّرة هي خدمة مجانية تضع أحكام معاهدة مراكش موضع التنفيذ. وتسمح للمكتبات المشاركة لفائدة المكفوفين، والمشار إليها في معاهدة مراكش كهيئات معتمدة، بالبحث عن الكتب المتاحة في أنساق رقمية ميسّرة وطلبها وتبادلها عبر الحدود الوطنية. ومن خلال هذه الخدمة، يمكن للهيئات المعتمدة المتواجدة في بلدان قامت بتنفيذ أحكام معاهدة مراكش أن تتبادل الكتب دون ضرورة الحصول على إذن من أصحاب الحقوق.
وباتت الهيئات المعتمدة، بفضل مشاركتها في خدمة الكتب العالمية، قادرة على تزويد زبائنها بالكتب الميسّرة التي تتشاركها جميع الهيئات المعتمدة الأخرى. ومن خلال تجميع الموارد الجماعية على هذا النحو، تتمكّن المكتبات من توسيع مجموعتها المؤلفة من الكتب المطبوعة بحروف كبيرة، والكتب السمعية، والكتب الصادرة بطريقة برايل الرقمية، والموسيقى الصادرة بطريقة برايل.
وفي أبريل 2021، أطلق الاتحاد طلباً إضافياً يسمح للأشخاص المكفوفين أو معاقي البصر أو ذوي إعاقات أخرى في قراءة المطبوعات بالنفاذ مباشرةً إلى وظائف البحث عن الكتب وتحميلها في أنساق ميسّرة عبر خدمة الكتب العالمية التابعة لاتحاد الكتب الميسرة. ويقدَّم هذا الطلب الجديد إلى الهيئات المعتمدة الموجودة في البلدان التي صدّقت على أحكام معاهدة مراكش ونفذتها.

## قائمة الهيئات التي انضمت إلى خدمة الكتب العالمية التابعة لاتحاد الكتب الميسرة
| البلد                         | المنظمات |
| ----------------------------- | --- |
| أنتيغوا وباربودا              | The Unit for the Blind and Visually Impaired (UBV)                                                                                       |
| الأرجنتين                     | Asociación Civil Tiflonexos |
| استراليا                      | VisAbility |
| استراليا                      | Vision Australia (VA) |
| النمسا                        | Hörbücherei (HBOE) |
| بنغلاديش                      | Young Power in Social Action (YPSA) |
| بلجيكا                        | Eqla كانت تعرف سابقاً بإسم l’Œuvre Nationale des Aveugles                                                                                 |
| بلجيكا                        | Luisterpuntbibliotheek المعروف سابقًا باسم المكتبة الفلمنكية للكتب الصوتية ولغة برايل LPB                                                 |
| بلجيكا                        | Ligue Braille (LBB) |
| بوتان                         | The Muenselling Institute (MI) |
| بوليفيا (دولة متعددة القوميات | Instituto Boliviano de la Ceguera |
| البرازيل                      | Fundação Dorina Nowill para Cegos |
| بلغاريا                       | المكتبة الوطنية للمكفوفين "لويس برايل 1928"                                                                                              |
| بوركينا فاسو                  | Union Nationale Des Associations Burkinabé pour la Promotion des Aveugles et Malvoyants (UNABPAM)                                        |
| كندا                          | BC Libraries Cooperative 2009, National Network for Equitable Library Service (NNELS)                                                    |
| كندا                          | مكتبة وأرشيف كيبيك |
| كندا                          | Canadian National Institute for the Blind (CNIB)                                                                                         |
| كندا                          | Centre for Equitable Library Access (CELA)                                                                                               |
| تشيلي                         | Biblioteca Central para Ciegos |
| كولومبيا                      | Instituto Nacional para Ciegos |
| كرواتيا                       | Croatian Library for the Blind (CLB) |
| جمهورية التشيك                | Czech Blind United (SONS) |
| قبرص                          | Pancyprian Organization of the Blind |
| الدينمارك                     | Danish National Library for Persons with Print Disabilities (NOTA)                                                                       |
| جمهورية الدومنيكان            | Asociación de Ciegos del Cibao de la República Dominicana (ACICIRD)                                                                      |
| جمهورية الدومنيكان            | Biblioteca Nacional Pedro Henríquez Ureña (BNPHU)                                                                                        |
| جمهورية الدومنيكان            | Fundación Francina Hungría (FFH) |
| مصر                           | مكتبة الإسكندرية الجديدة |
| استونيا                       | The Estonian Library for the Blind (EPR)                                                                                                 |
| فنلندا                        | Celia Library (CELIA) |
| فرنسا                         | Association Valentin Haüy (AVH) |
| فرنسا                         | BrailleNet |
| فرنسا                         | Accompagner Promouvoir et Intégrer les Déficients Visuels المعروفة سابقاً بإسم Groupement des Intellectuels Aveugles ou Amblyopes (apiDV) |
| ألمانيا                       | German Center for Accessible Reading (previously known as German Central Library for the Blind) (DZB)                                    |
| اليونان                       | The Hellenic Academic Libraries Link (HEAL-Link) (AMELIB)                                                                                |
| غواتيمالا                     | Benemérito Comité Pro Ciegos y Sordos de Guatemala                                                                                       |
| هنغاريا                       | الاتحاد الهنغاري للمكفوفين وضعاف البصر                                                                                                   |
| أيسلندا                       | مكتبة الكتب الأيسلندية الناطقة |
| الهند                         | منتدى DAISY في الهند ‏ |
| أيرلندا                       | مكتبة NCBI والمركز الإعلامي |
| إسرائيل                       | المكتبة المركزية للمكفوفين وضعاف القراءة ‏                                                                                                |
| جمايكا                        | الجمعية الجامايكية للمكفوفين |
| اليابان                       | مكتبة البرلمان الوطني |
| اليابان                       | الرابطة الوطنية لمؤسسات خدمة المعلومات لذوي الإعاقة البصرية                                                                              |
| كازاخستان                     | المكتبة الجمهورية للمكفوفين وضعاف البصر                                                                                                  |
| كينيا                         | معهد كينيا للمكفوفين |
| قيرغيزستان                    | اتحاد المكتبات والمعلومات |
| لاتفيا                        | مكتبة لاتفيا للمكفوفين |
| ليتوانيا                      | المكتبة الليتوانية للمكفوفين |
| ملاوي                         | جامعة ملاوي، كلية تشانسيلور ‏ |
| ماليزيا                       | منزل القديس نيكولاس، بينانغ |
| مالطا                         | مكتبات مالطا |
| المكسيك                       | Discapacitados Visuales I.A.P. |
| جمهورية مولدوفا               | المركز الوطني للمعلومات وإعادة التأهيل التابع لـ "جمعية المكفوفين في مولدوفا "                                                           |
| منغوليا                       | الاتحاد الوطني المنغولي للمكفوفين |
| منغوليا                       | مكتبة برايل والمكتبة الرقمية للمكفوفين، مكتبة متروبوليتان في أولان باتور                                                                 |
| ميانمار                       | جمعية ميانمار الوطنية للمكفوفين |
| نبيال                         | العمل على حقوق المعوقين والتنمية |
| هولندا                        | مكتبة باسند ليزين |
| هولندا                        | ديكون |
| نيوزيلاندا                    | رؤية ضعاف البصر NZ المعروفة سابقاً بإسم مؤسسة المكفوفين (BLVNZ)                                                                           |
| نيجر                          | L'Union Nationale des Aveugles du Niger                                                                                                  |
| النرويج                       | المكتبة النرويجية للكتب الناطقة وطريقة برايل ‏                                                                                            |
| باكستان                       | المؤسسة الباكستانية لمكافحة العمى |
| فلسطين                        | جمعية فلسطين للمعاقين بصرياً |
| بولندا                        | المكتبة المركزية للعمل والضمان الاجتماعي                                                                                                 |
| البرتغال                      | مكتبة البرتغال الوطنية |
| قطر                           | مكتبة قطر الوطنية |
| جمهورية كوريا                 | المكتبة الوطنية للمعاقين في كوريا |
| رومانيا                       | Fundația Cartea Călătoare |
| الاتحاد الروسي                | مكتبة بشكير الجمهورية الخاصة للمكفوفين سميت على اسم مكارم حسينوفيتش توخفاتشين                                                            |
| الاتحاد الروسي                | مكتبة الدولة الروسية للمكفوفين |
| الاتحاد الروسي                | مكتبة سانت بطرسبرغ للمكفوفين وضعاف البصر                                                                                                 |
| القديسة لوسيا                 | جمعية سانت لوسيا لرعاية المكفوفين |
| سانت فنسنت وجزر غرينادين      | المكتبة الوطنية العامة في سانت فنسنت وجزر غرينادين                                                                                       |
| سيرا ليون                     | المركز التربوي للمكفوفين وضعاف البصر |
| جنوب أفريقيا                  | مكتبة جنوب افريقيا للمكفوفين ‏ |
| اسبانيا                       | المنظمة الوطنية الإسبانية للمكفوفين (Organización Nacional de Ciegos Españoles)                                                          |
| سيرلانكا                      | مؤسسة ديزي لانكا |
| السويد                        | الوكالة السويدية لوسائل الإعلام الميسرة                                                                                                  |
| سويسرا                        | Associazione ciechi e ipovedenti della Svizzera italiana                                                                                 |
| سويسرا                        | Association pour le Bien des Aveugles et malvoyants                                                                                      |
| سويسرا                        | مكتبة سونور روماندي |
| سويسرا                        | مكتبة SBS السويسرية للمكفوفين وضعاف البصر والمعاقين في الطباعة                                                                           |
| طاجيكستان                     | مكتبة طاجيكستان الوطنية |
| تايلاند                       | المؤسسة المسيحية للمكفوفين في تايلاند |
| تايلاند                       | المكتبة الوطنية للمكفوفين والمعاقين في الطباعة، مؤسسة TAB                                                                                |
| تونس                          | Loisirs et Cultures pour les Non et Malvoyants                                                                                           |
| تونس                          | المكتبة الوطنية التونسية |
| اوغندا                        | الرابطة الوطنية الأوغندية للمكفوفين |
| اوكرانيا                      | مكتبة أوستروفسكي المركزية المتخصصة للمكفوفين                                                                                             |
| المملكة المتحدة               | Seeing Ear LTD |
| المملكة المتحدة               | صندوق الشعلة للمكفوفين |
| الولايات المتحدة الامريكية    | مكتبة ولاية كاليفورنيا، مكتبة برايل والكتب الناطقة ‏                                                                                      |
| الولايات المتحدة الامريكية    | مكتبة الكونغرس، خدمة المكتبة الوطنية للمكفوفين والمعاقين عن قراءة المطبوعات ‏                                                             |
| الولايات المتحدة الامريكية    | دار الطباعة الأمريكية للمكفوفين |
| الولايات المتحدة الامريكية    | معهد برايل الأمريكي ‏ |
| أوروغواي                      | مؤسسة برايل في أوروغواي |
| فيتنام                        | مركز ساو ماي المهني والتكنولوجيا المساعدة للمكفوفين                                                                                      |
| زيمبابوي                      | رابطة زيمبابوي الوطنية للمكفوفين |

## التدريب والمساعدة الفنية
يوفر اتحاد الكتب الميسرة التدريب والمساعدة التقنية للمنظمات في البلدان النامية والبلدان الأقل نمواً فيما يتعلّق بإنتاج الكتب في أنساق ميسرة. ووفقاً لاتحاد الكتب الميسرة: «يهدف نموذج الاتحاد المخصص لبناء القدرات إلى دعم قدرة المنظمات في البلدان النامية والبلدان الأقل نمواً على إنتاج مواد تعليمية باللغات الوطنية يستطيع طلاب المدارس الابتدائية والثانوية والجامعية الذين يعانون من إعاقات في قراءة المطبوعات استخدامها». ويسمح ذلك للمنظمات المشاركة بتحويل الكتب الدراسية إلى أنساق ميسّرة، مثل أنساق اتحاد ديزي، وePUB3، وطريقة برايل الرقمية. وقد قُدّم هذا النوع من المساعدة إلى منظمات في بلدان منها الأرجنتين وبنغلاديش والهند والنيبال ونيجيريا وسري لانكا وتونس.
وفي فبراير 2021، أطلق الاتحاد دورة تدريبية على الإنترنت تتيح تدريباً مماثلاً يتناول إنتاج الكتب في أنساق ميسرة، لأغراض منها «الحرص على استمرارية برامج المساعدة التي يقدّمها في ظل جائحة كوفيد-19»

## النشر الميسّر
يشجّع اتحاد الكتب الميسّرة على إنتاج الكتب الإلكترونية الميسّرة من خلال استخدام سمات النفاذ الخاصة بمعيار EPUB3.

### جائزة الامتياز الدولية للنشر الميسّر التي يقدمها اتحاد الكتب الميسرة
قائمة الفائزين: 
| السنة | فئة الناشر الفائز                                                                         | فئة المبادرة الفائزة |
| ----- | ----------------------------------------------------------------------------------------- | --- |
| 2022  | Kogan Page (المملكة المتحدة)                                                              | Mr. Ashoka Bandula Weerawardhana (سريلانكا)                                                                                      |
| 2021  | Taylor & Francis Group (المملكة المتحدة)                                                  | الشبكة الوطنية لخدمات المكتبات العادلة (NNELS، كندا)                                                                             |
| 2020  | ماكميلان ‏ (USA)                                                                           | Fondazione LIA (إيطاليا) |
| 2019  | EDITORIAL 5 (ED5) (البرازيل)                                                              | eKitabu (Kenya) |
| 2018  | هاشيت (France)                                                                            | منتدى ديزي الهندي (الهند) |
| 2017  | سيج للنشر (المملكة المتحدة)                                                               | Tiflonexos (الأرجنتين) |
| 2016  | إلزيفير (المملكة المتحدة)                                                                 | العمل من أجل حقوق الأشخاص ذوي الإعاقة والتطوير (ADRAD) (نيبال)وفريق تطوير مفهوم برايل (جزء من بنغون رندم هاوس) (المملكة المتحدة) |
| 2015  | مطبعة جامعة كامبريدج (المملكة المتحدة) and Young Power in Social Action (YPSA) (بنغلاديش) | مطبعة جامعة كامبريدج (المملكة المتحدة) and Young Power in Social Action (YPSA) (بنغلاديش)                                        |

## الأطراف الموقّعة على ميثاق اتحاد الكتب الميسّرة للنشر الميسّر
يشتمل ميثاق اتحاد الكتب الميسّرة للنشر الميسّر على ثمانية مبادئ صُمّمت بهدف تشجيع الناشرين على اتباع أفضل الممارسات في مجال المطبوعات الميسّرة. ويضمّ ميثاق اتحاد الكتب الميسّرة للنشر الميسّر الشركاء التالي ذكرهم.
| البلد                    | المنطمة                                                   |
| ------------------------ | --------------------------------------------------------- |
| Argentina                | Ediciones Godot                                           |
| Argentina                | Ediciones Santillana, Argentina                           |
| Australia                | Sydney University Press                                   |
| Brazil                   | Associação Religiosa Editora Mundo Cristão                |
| Brazil                   | Brinque-Book Editora de Livros Ltda                       |
| Brazil                   | Distribuidora Record de Serviços de Imprensa S.A.         |
| Brazil                   | É Realizações, Editora, Livraria e Distribuidora Ltda     |
| Brazil                   | Ediouro Publicações Ltda                                  |
| Brazil                   | Editora Albanisia Lúcia Dummar Pontes ME                  |
| Brazil                   | Editora Arqueiro Ltda                                     |
| Brazil                   | Editora Atlas S/A                                         |
| Brazil                   | Editora Bertrand Brasil Ltda                              |
| Brazil                   | Editora Best Seller Ltda                                  |
| Brazil                   | Editora Biruta Ltda                                       |
| Brazil                   | Editora Bonifácio Ltda                                    |
| Brazil                   | Editora Carambaia EIRELI                                  |
| Brazil                   | Editora Casa da Palavra Produção Editorial Ltda           |
| Brazil                   | Editora Claro Enigma Ltda                                 |
| Brazil                   | Editora de Livros Cobogó Ltda (Brazil)                    |
| Brazil                   | Editora e Produtora Spot 1 Ltda (Brazil)                  |
| Brazil                   | Editora Filocalia Ltda                                    |
| Brazil                   | Editora Fontanar Ltda                                     |
| Brazil                   | Editora Forense Ltda                                      |
| Brazil                   | Editora Gaivota Ltda                                      |
| Brazil                   | Editora Globo S.A.                                        |
| Brazil                   | Editora Guanabara Koogan Ltda                             |
| Brazil                   | Editora Intrínseca Ltda                                   |
| Brazil                   | Editora Jaguatirica Digital Ltda                          |
| Brazil                   | Editora José Olympio Ltda                                 |
| Brazil                   | Editora JPA Ltda                                          |
| Brazil                   | Editora Jurídica da Bahia Ltda                            |
| Brazil                   | Editora Lendo e Aprendendo Ltda ME                        |
| Brazil                   | Editora Manole Ltda                                       |
| Brazil                   | Editora Nova Fronteira Participações S/A                  |
| Brazil                   | Editora Original Ltda                                     |
| Brazil                   | Editora Paz e Terra Ltda                                  |
| Brazil                   | Editora Pequena Zahar Ltda                                |
| Brazil                   | Editora Prumo Ltda                                        |
| Brazil                   | Editora Record Ltda                                       |
| Brazil                   | Editora Reviravolta Ltda                                  |
| Brazil                   | Editora Rocco Ltda                                        |
| Brazil                   | Editora Schwarcz S/A                                      |
| Brazil                   | Editorial 5 / ED5                                         |
| Brazil                   | إلزيفير Editora Ltda                                      |
| Brazil                   | GEN – Grupo Editorial Nacional Participação S/A           |
| Brazil                   | GMT Editores Ltda                                         |
| Brazil                   | Imago Editora Importação e Exportação Ltda                |
| Brazil                   | J.E. Solomon Editores Ltda                                |
| Brazil                   | Jorge Zahar Editor Ltda                                   |
| Brazil                   | Livraria do Advogado Ltda                                 |
| Brazil                   | LTC – Livros Técnicos e Científicos Editora Ltda          |
| Brazil                   | National Union of Book Publishers                         |
| Brazil                   | NC Editora Ltda                                           |
| Brazil                   | Pallas Editora e Distribuidora Ltda                       |
| Brazil                   | Petra Editorial Ltda                                      |
| Brazil                   | Pinto e Zincone Editora Ltda                              |
| Brazil                   | Publibook Livros e Papéis Ltda                            |
| Brazil                   | Saber e Ler Editorial Ltda                                |
| Brazil                   | Sociedade Literária Edições e Empreendimentos Ltda        |
| Brazil                   | Starlin Alta Editora e Consultoria EIRELI                 |
| Brazil                   | Summus Editorial Ltda                                     |
| Brazil                   | Verus Editora Ltda                                        |
| Canada                   | House of Anansi Press                                     |
| Colombia                 | Editorial El Manual Moderno Colombia S.A.S.               |
| Colombia                 | Santillana Colombia                                       |
| Egypt                    | Al-Balsam Publishing House                                |
| France                   | هاشيت                                                     |
| Georgia                  | Artanuji Publishing                                       |
| Georgia                  | Bakur Sulakauri Publishing                                |
| Georgia                  | Intelekti Publishing                                      |
| Germany                  | Verlag Barbara Budrich                                    |
| India                    | PHI Learning Private Limited                              |
| Italy                    | Edizioni Piemme                                           |
| Italy                    | Giulio Einaudi Editore                                    |
| Italy                    | Sperling & Kupfer                                         |
| Japan                    | Discover 21, Inc.                                         |
| Jordan                   | Al Salwa Publishers                                       |
| Mexico                   | Editorial el Manual Moderno, S.A. de C.V.                 |
| Mexico                   | بنغون رندم هاوس Grupo Editorial México                    |
| Mexico                   | Santillana México                                         |
| Mexico                   | SM México                                                 |
| New Zealand              | Oratia Media                                              |
| Nigeria                  | Nigerian Publishers Association                           |
| Saudi Arabia             | Kadi and Ramadi                                           |
| South Africa             | New Africa Books                                          |
| South Africa             | جامعة ويتواترسراند                                        |
| Spain                    | Planeta de Libros                                         |
|                          | Santillana Educación S.L.                                 |
| Thailand                 | Silkworm Books Ltd                                        |
| United Arab Emirates     | Al Fulk Translation and Publishing                        |
| United Arab Emirates     | Al Fulk Translation and Publishing (United Arab Emirates) |
| United Arab Emirates     | Dar Al Aalam Al Arabi Publishing and Distribution         |
| United Arab Emirates     | Hudhud Publishing and Distribution                        |
| United Arab Emirates     | Kalimat Group                                             |
| United Arab Emirates     | Sama Publishing, Production and Distribution              |
| United Arab Emirates     | Wahat Alhekayat Publishing and Distribution               |
| United Arab Emirates     | Waw Publishing                                            |
| United Kingdom           | دار بلومزبري                                              |
| United Kingdom           | جامعة برستل                                               |
| United Kingdom           | British Dyslexia Association                              |
| United Kingdom           | إلزيفير                                                   |
| United Kingdom           | Kogan Page                                                |
| United Kingdom           | SAGE Publications Ltd                                     |
| United Kingdom           | هاربر كولنز                                               |
| United States of America | ماكميلان ‏                                                 |
| WIPO                     |                                                           |

## أعضاء المجلس الاستشاري لاتحاد الكتب الميسّرة
لاتحاد الكتب الميسّرة مجلس استشاري يحرص على توفير الخبرة التقنية والشفافية والتواصل مع أصحاب المصلحة. ويتكوّن من الأعضاء التالي ذكرهم:
- الاتحاد الأفريقي للمكفوفين
- منظمة المواطنين المكفوفين في نيوزيلندا
- اتحاد نظام المعلومات الرقمية الميسّرة (اتحاد ديزي)
- مؤسسة ديديكون
- منظمة eBound الكندية
- حكومة أستراليا
- المنتدى الدولي للمؤلفين
- المجلس الدولي لتعليم الأشخاص معاقي البصر
- الاتحاد الدولي لجمعيات المكتبات ومؤسساتها
- الاتحاد الدولي للمنظمات المعنية بحقوق الاستنساخ
- رابطة الناشرين الدولية
- شركة Manual Moderno
- مركز ساو ماي للتكنولوجيا المهنية ومساعدة المكفوفين
- الاتحاد العالمي للمكفوفين
- المنظمة العالمية للملكية الفكرية

## الروابط الخارجية
موقع اتحاد الكتب الميسَّرة